# 전 원주 흥법사지 염거화상탑
전 원주 흥법사지 염거화상탑(傳 原州 興法寺址 廉居和尙塔)은 신라 말의 고승 염거화상의 사리탑이다. 1962년 12월 20일 대한민국의 국보 제104호로 지정되었다.

## 개요
이 탑은 본래 강원도 원주시 지정면 안창리 흥법사터에 있었다 하나, 확실한 근거가 없다. 원래 위치에서 여러 차례 옮겨졌는데, 1914년에 탑골공원으로 옮긴 것은 확실하며, 경복궁 뜰로 옮겼다가 지금은 국립중앙박물관 뜰에 자리잡고 있다.
탑의 양식은 이른바 팔각원당형(八角圓堂形)이라 하는 것으로 현재 전하는 사리탑 중에서 가장 오래되었다. 이후 대부분의 팔각원당형 사리탑이 이 양식을 따르고 있어 그 최초의 작품이라는 의의를 지니는 작품이다.
탑을 옮겨 세울 때 그 안에서 금동탑지(金銅塔誌)가 발견되었는데, 이를 통해 신라 문성왕 6년(844)에 이 탑을 세웠음을 알게 되었다. 이 금동탑지는 현재 국립중앙박물관에 소장되어 있다.
이 부도탑은 비록 다른 팔각원당형 부도에 비하여 규모는 크지 않으나 전체적으로 우아한 기품과 소박한 조각 솜씨를 보이고 있으며 세부의 조각도 아릅답다.

## 염거
염거 화상(? ~ 844년)은 구산선문의 하나인 가지산문(迦智山門)의 개조(開祖) 도의(道義)의 제자로, 설악산 억성사(億聖寺)에 머물며 선을 널리 알리는 데 힘썼다. 체징(體澄, 804년 ~ 880년)에게 그 맥을 전하여 가지산문이 크게 융성하게 되는 터전을 마련하였다.

## 구조
이 부도탑의 구조는 모든 부재의 평면이 팔각을 이루고 있다. 전체적인 구성은 기단부 위에 탑신을 놓고 그 위에 옥개석을 얹었으며, 정상에 상륜부가 있는 형태를 하고 있다. 기단 아래에 사각형 지대석(地臺石)이 있으나 나중에 만들어 넣은 것이라서 본래의 형태가 어떠했는지 알 수 없다.
기단은 상·중·하대석의 세 부분으로 이루어져 있다. 하대석에는 각 면에 사자(獅子)를 양각으로 새겼는데 모두 자세가 다르다. 하대석 윗면에는 중대석을 받치는 3단의 괴임이 있는 것이 특이하다. 다소 낮은 듯하게 보이는 중대석에는 안상(眼象)을 새기고 연(輦)·향로·화문(花紋) 등을 새겼는데, 특히 연은 연좌(蓮座)·보개(寶蓋)·보주(寶珠)·화문 등이 장식되어 화려하다. 상대석은 아래 위의 두 면으로 구성되었는데, 아랫면에 팔각으로 된 각형(角形) 받침을 내어 윗면에 마련한 중대석의 괴임대와 대칭을 이루게 하였다. 아랫면의 옆은 앙련(仰蓮)을 이중으로 마련하여 매우 화려하다. 윗면에는 가장자리에 둥근 괴임을 돌리고, 그 중앙에 다시 2단의 괴임을 두었다.
상대석과 탑신부 사이에는 별도로 만든 낮은 형태의 팔각 괴임돌을 넣었는데, 각 면에 안상을 새기고 그 안에 연화좌 위에 앉아 있는 천부상(天部像)을 새겨넣었다.
사리를 모셔둔 탑신(塔身)은 목조 건축을 그대로 형상화하였기 때문에 지붕 등에서 깊게 패인 기왓골, 기와의 끝마다 새겨진 막새기와의 모양, 밑면의 서까래 등 목조 건축의 모습을 그대로 볼 수 있다. 탑신 각 면 좌우 모서리에 기둥 모양의 우주(隅柱)를 새겼으며, 앞과 뒷면에 문비(門扉)를 새기고 그 안에 자물쇠와 문고리 두 개씩을 양각하였다. 또한 문비 양쪽에는 각각 사천왕을 새겨 옹호하는 모습을 나타냈다. 머리 뒤로 두광을 갖추고 갑옷을 입었으며 무기를 손에 쥔 사천왕상은 매우 사실적이다.
탑신 위에 놓인 옥개석(屋蓋石)은 밑면에 1단의 각형 받침을 새기고, 그 위 처마 아래에는 비천상(飛天像)을 한 면씩 건너서 네 면에 새겼다. 옥개 윗면은 우동형(隅棟形)을 표시하고, 우동 끝에 잡상(雜像)을 배치하였던 흔적이 남아 있다. 처마 아래 낙수면에는 기왓골을 나타내었다.
옥개석 윗면에는 팔각으로 높다랗게 각형 괴임을 마련하여 상륜부(相輪部)를 받도록 하였다. 현재 상륜부는 하나도 남아 있지 않지만, 1920년대에 촬영한 사진을 보면 옥개석 위에 복발 1석과 보륜 2석으로 된 상륜부가 있었음을 확인할 수 있다.

## 사진

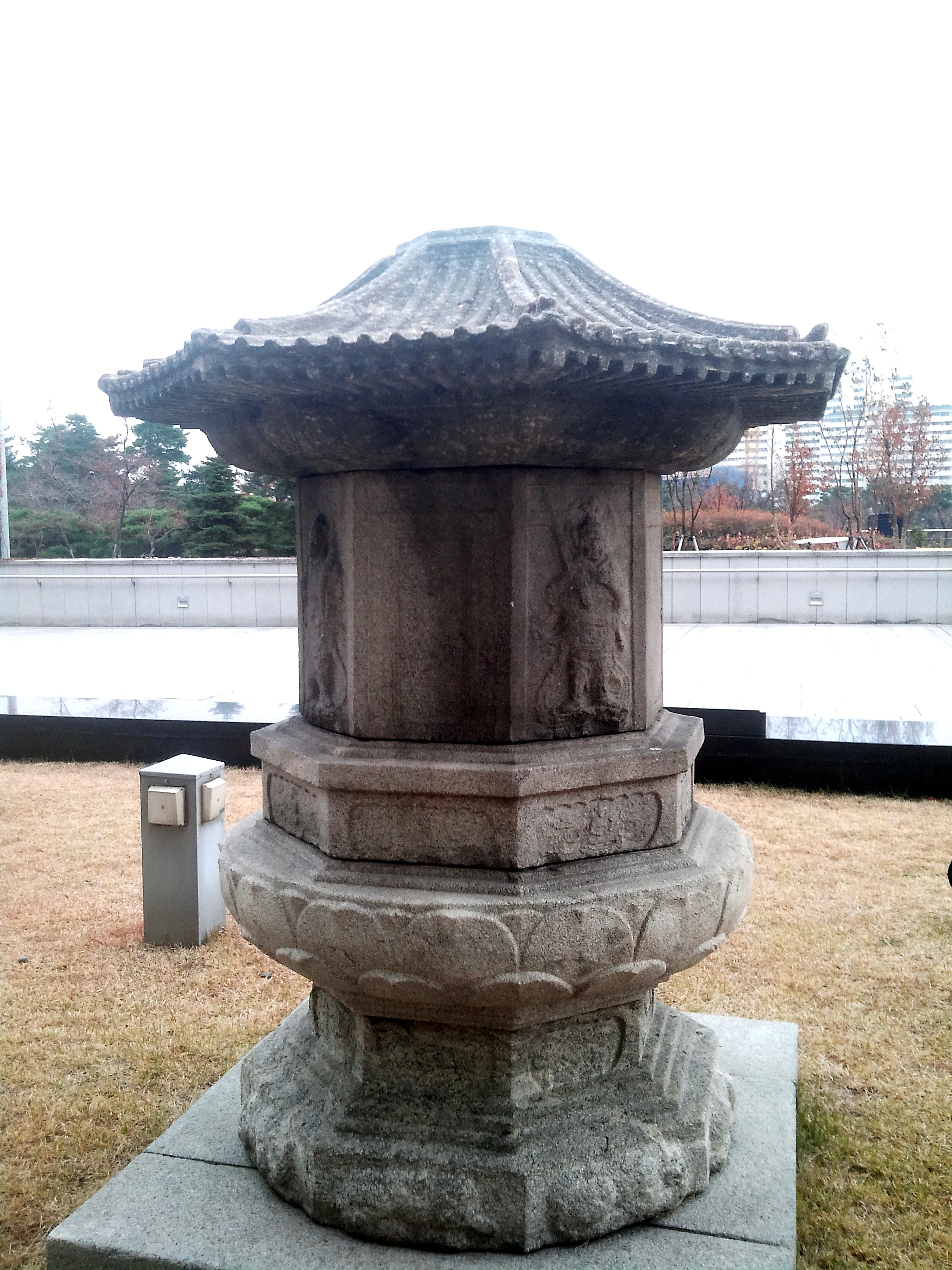
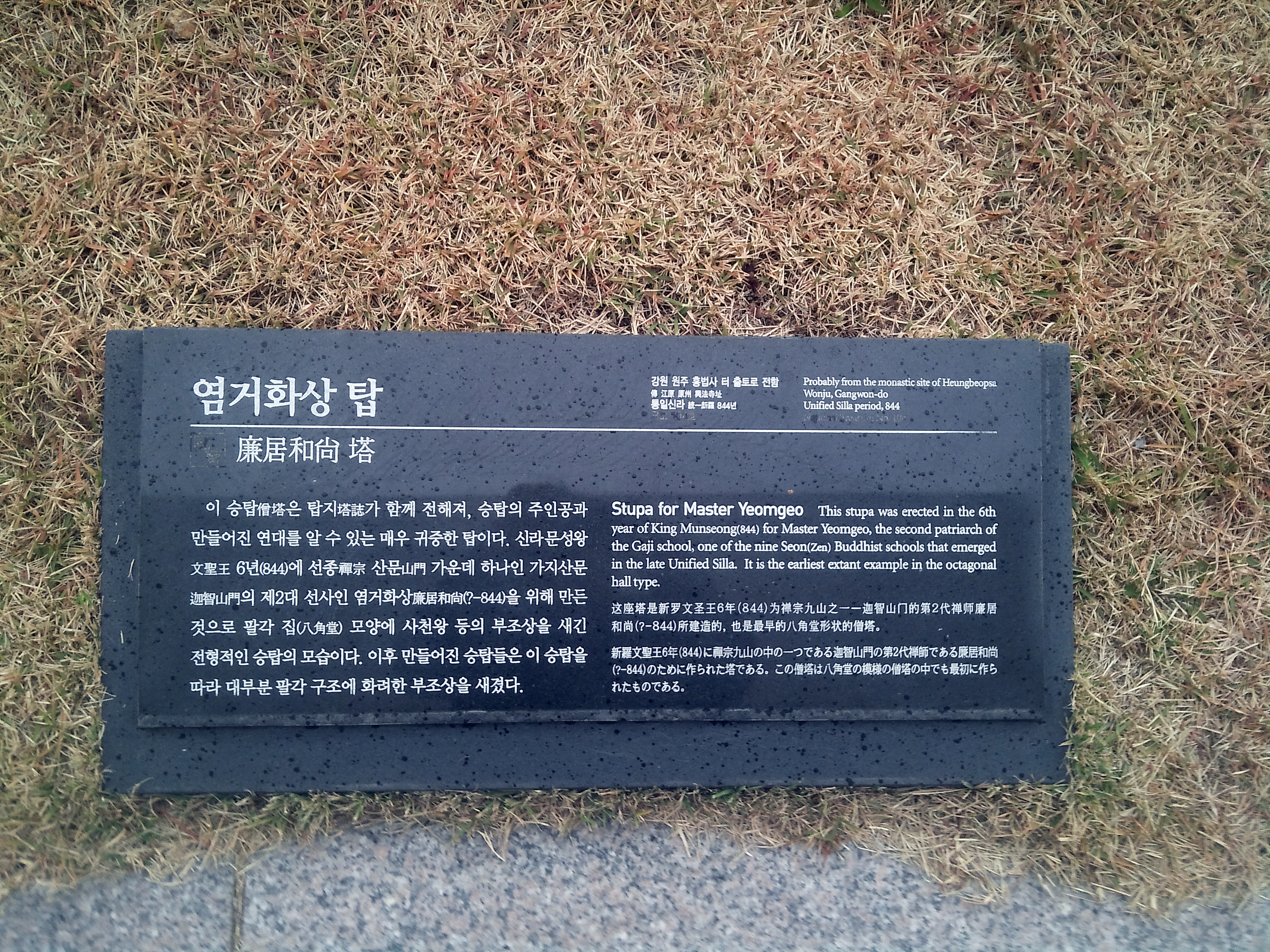
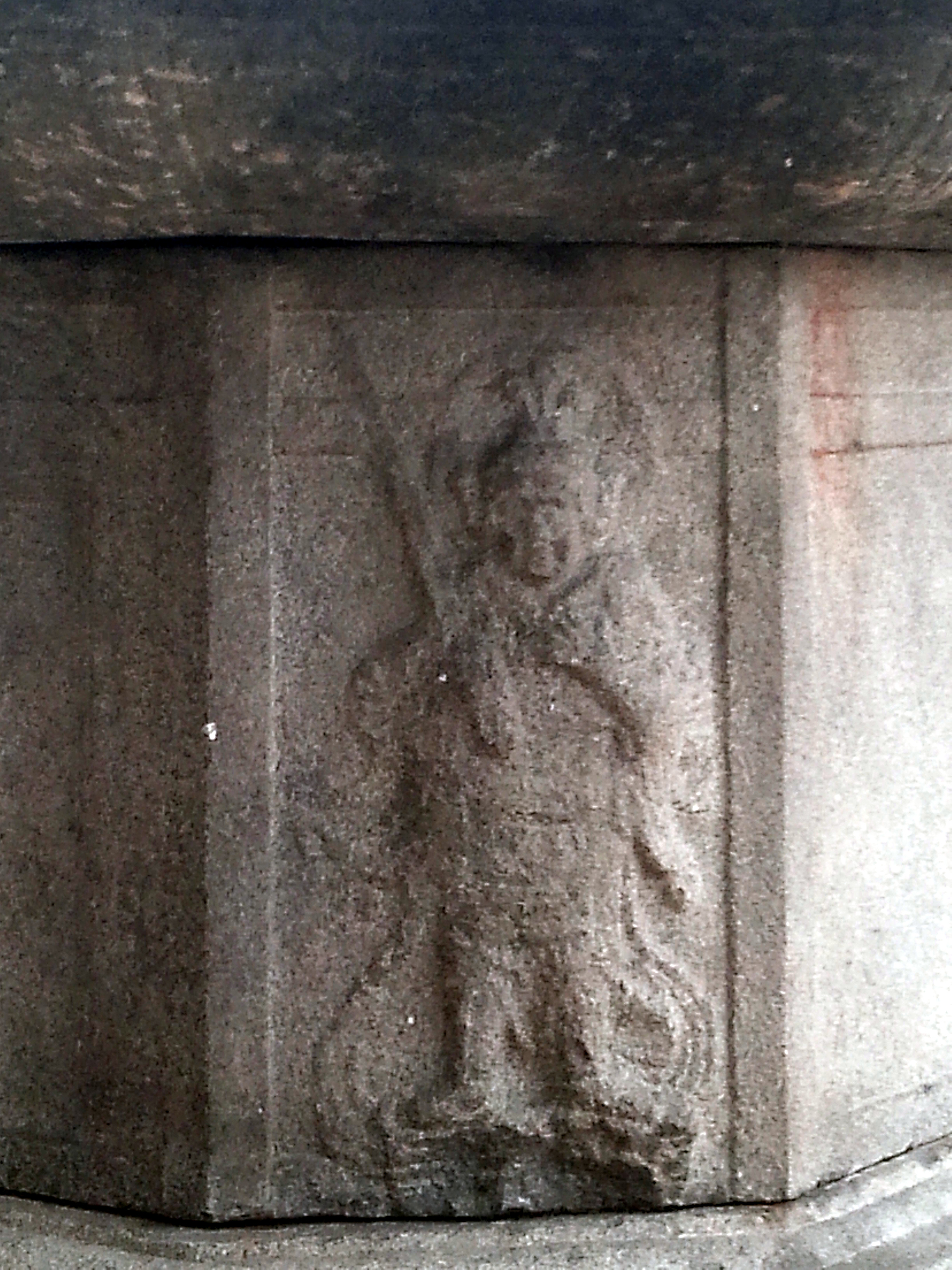
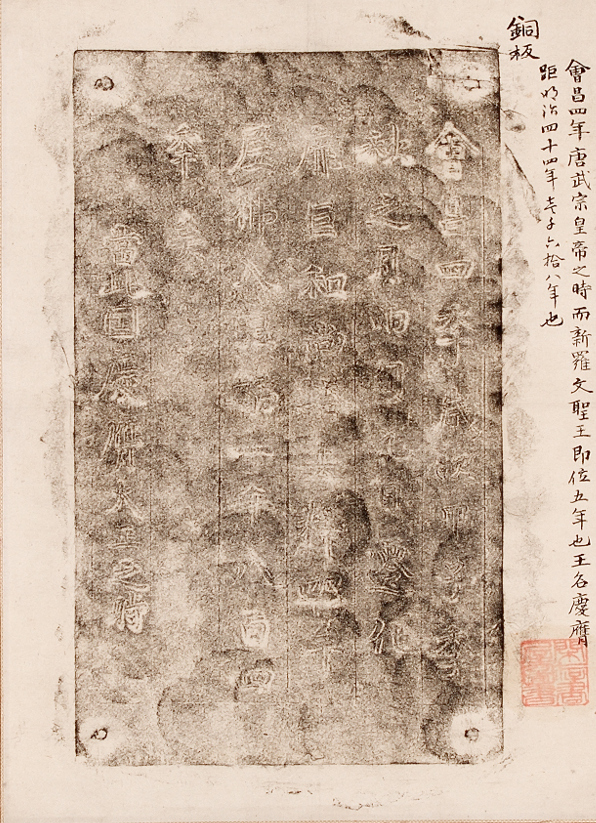
탑 안에 들어있던, 탑명동판의 탁본

## 참고 자료
- 전 원주 흥법사지 염거화상탑 - 국가유산청 국가유산포털